# Sjukt oklar
Sjukt oklar är en svensk dramakomediserie med Clara Henry i huvudrollen. Säsong 1 som bestod av 8 avsnitt, hade premiär på SVT 28 december 2018 och är regisserad av Christoffer Sandler. I serien spelar Henry den 24-åriga Ellen som har alltid haft svårt att fullfölja saker och beslutar sig för att gå om gymnasiet. Hon låtsas vara sexton år, fokuserar på skolarbetet men att lura hela sin omgivning visar sig vara mycket svårare än vad hon trott.
I augusti 2019 blev det klart att det skulle sändas en andra säsong. Premiär för säsong 2 ägde rum den 6 april 2020 på SVT play.

## Rollista
| - Clara Henry – Ellen - Elsa Forsberg – Moa - Anton Forsdik – David - Christoffer Nordenrot – Stefan - Tina Pour-Davoy – Jessica - Madeleine Martin – Vera - David Nzinga – Rektorn - Lolita Zackow – Katja | - Jonatan Bökman – Uno - Siri Fagerudd – Skolfotografen - Sigvald Freylander – Villaägaren - Arvin Kananian – Goran - Linda Källgren – Linedanceläraren Katarina - Nikoletta Norrby – Nora - Mimmi Siegel – Mamma |